# 徐远举
徐远举（1914年—1973年）是一位中華民國陸軍少將。

## 生平
出生于湖北省大冶，黄埔军校第七期毕业生，18岁参加复兴社特务处（后改为军事委员会调查统计局），1935年出任“护送班禅专使行署”少校参谋，到西藏开展情报活动，1945年被任命为军统局第三处副处长，1946年1月任军统局北方区区长，7月任重庆绥靖公署二处处长，策划破坏了中國共產黨重庆地下市委机关报《挺进报》，逮捕了130多地下共产党员，其中大部被杀害，他因此获得四等云髦勋章，并被任命为保密局西南特区区长、西南长官公署二处处长。
1949年徐远举在重庆策划一系列大屠杀、破坏计划，12月被卢汉的云南起义部队逮捕，1956年转到北京功德林监狱关押。他表示对自己的问题“决不保留，决不扩大缩小，老老实实交代”。战犯经两次特赦后，由于没有他，使他感到不满发牢骚：“我也认真学习。劳动也流汗水，积极写材料，我哪件事不如人家，哪里不符合特赦标准？”
文化大革命爆发后，眼見特赦没有希望，1973年冬季一次受到批评后情绪激动、大吵大闹，又用冷水洗澡而在卫生间晕倒，送医院抢救未果，因脑血管破裂身亡。
徐远举被认为是小说《红岩》中“徐鹏飞”的原形。